# Rubus biformispinus
Rubus biformispinus är en rosväxtart som beskrevs av Blanchard. Rubus biformispinus ingår i släktet rubusar, och familjen rosväxter. Inga underarter finns listade i Catalogue of Life.